# Lista de deputados estaduais de Alagoas da 10.ª legislatura
Essa é uma lista de deputados estaduais de Alagoas eleitos para o período 1983-1987. Foram 24 eleitos

## Composição das bancadas
| Partido | Líder                   | Bancada | Posição  |
| ------- | ----------------------- | ------- | -------- |
| PDS     | Elionaldo Magalhães     | 15 / 24 | Governo  |
| PMDB    | Moacir Lopes de Andrade | 9 / 24  | Oposição |

## Deputados Estaduais
| Número | Deputados estaduais eleitos         | Partido | Votação | Percentual | Cidade onde nasceu    | Unidade federativa |
| 15598  | Mendonça Neto                       | PMDB    | 25.692  | 5,52%      | Rio Novo              | Alagoas            |
| 11953  | José Bernardes Neto                 | PDS     | 22.948  | 4,93%      | Atalaia               | Alagoas            |
| 15641  | Diney Soares Torres                 | PMDB    | 18.140  | 3,90%      | São Miguel dos Campos | Alagoas            |
| 11113  | Manuel Gomes de Barros              | PDS     | 18.106  | 3,89%      | União dos Palmares    | Alagoas            |
| 11726  | José Bandeira de Medeiros           | PDS     | 15.631  | 3,36%      | Delmiro Gouveia       | Alagoas            |
| 15119  | Moacir Lopes de Andrade             | PMDB    | 15.484  | 3,33%      | Penedo                | Alagoas            |
| 11980  | José Medeiros                       | PDS     | 14.890  | 3,20%      | Junqueiro             | Alagoas            |
| 11527  | Antônio Holanda Costa               | PDS     | 14.692  | 3,16%      | Maceió                | Alagoas            |
| 11401  | Benedito de Lira                    | PDS     | 14.425  | 3,10%      | Junqueiro             | Alagoas            |
| 15282  | Francisco Roberto Holanda de Mello  | PMDB    | 14.075  | 3,02%      | Craíbas               | Alagoas            |
| 15125  | José Afrânio Vergetti               | PMDB    | 12.773  | 2,74%      | União dos Palmares    | Alagoas            |
| 11583  | Miguel Soares Palmeira              | PDS     | 12.690  | 2,73%      | São Miguel dos Campos | Alagoas            |
| 11942  | Elionaldo Maurício Magalhães Moraes | PDS     | 12.532  | 2,69%      | Lajedo                | Pernambuco         |
| 11829  | Roberto Vilar Torres                | PDS     | 11.817  | 2,54%      | Água Branca           | Alagoas            |
| 15562  | Eduardo Bonfim Gomes Ribeiro        | PMDB    | 11.777  | 2,53%      | Maceió                | Alagoas            |
| 11656  | Hélio Nogueira Lopes                | PDS     | 11.456  | 2,46%      | Penedo                | Alagoas            |
| 11987  | Manoel Pereira Filho                | PDS     | 11.106  | 2,38%      | Arapiraca             | Alagoas            |
| 15776  | Ismael Pereira Azevedo              | PMDB    | 10.895  | 2,34%      | Capela                | Sergipe            |
| 15468  | Selma Bandeira Mendes               | PMDB    | 10.884  | 2,34%      | Delmiro Gouveia       | Alagoas            |
| 15576  | Ronaldo Augusto Lessa Santos        | PMDB    | 10.484  | 2,25%      | Maceió                | Alagoas            |
| 11774  | Emílio Silva                        | PDS     | 10.307  | 2,21%      | Palmeira dos Índios   | Alagoas            |
| 11288  | José Jota Duarte Marques            | PDS     | 9.579   | 2,06%      | Palmeira dos Índios   | Alagoas            |
| 11148  | Nenoi Pinto Araújo                  | PDS     | 9.278   | 1,99%      | Santana do Ipanema    | Alagoas            |
| 11870  | Neusvaldo Barbosa Leão              | PDS     | 9.113   | 1,96%      | Major Izidoro         | Alagoas            |